# Highland (Kansas)
Highland – miasto położone w Hrabstwo Doniphan.